# Paynomys macronyx
Paynomys macronyx is een zoogdier uit de familie van de Cricetidae. De wetenschappelijke naam van de soort werd voor het eerst geldig gepubliceerd door Thomas in 1894.

## Voorkomen
De soort komt voor in Chili en Argentinië.